# Lázaro Cárdenas del Río
Lázaro Cárdenas (del Rio) (21. maj 1895 – 19. oktober 1970) var præsident i Mexico 1934-1940 og regnes for landets mest reformorienterede statsoverhoved efter Revolutionen.
Cárdenas var født i en middelklasse-mestitsfamilie i provinsen Michoacán. Som ung havde han forskelligt arbejde, sluttede sig til revolutionshæren og deltog bl.a. i felttogene mod Villa og Zapata. Efter borgerkrigen avancerede han hurtigt inden for revolutionsbevægelsen, stod general Calles nær og blev 1928 guvernør i sin fødeprovins, hvor han udmærkede sig ved hæderlighed og reformer. I 1934 udnævnte Calles ham overraskende til præsident, formentlig for at kunne dække sig bag hans popularitet. Man mente, at Cárdenas kun ville forblive en stråmand for Calles, men snart lancerede han sine egne reformkrav og begyndte en strid med sin bagmand om magten i PRI. 1936 fik Cárdenas overtaget, sendte Calles i eksil og blev landets egentlige leder.
Cárdenas' regering blev den mest dynamiske reformperiode efter selve revolutionen, og i vidt omfang var det hans styre der dannede grundlaget for Reolutionspartiets position helt frem til dets fald. Specielt gennemførtes en omfattende uddeling af jord til bønderne som løste de mest truende sociale problemer. Desuden førtes en kampagne for bedre undervisning samt sociallovgivning som helhed. Han søgte også at give præsidentposten et civilt præg og indrettede sig mere beskedent end tidligere statsoverhoveder. Revolutionspartiet reorganiseredes, men tillod dog ikke virkelig opposition. Mexico blev holdt åbent for flygtninge, specielt under og efter den Spanske Borgerkrig.
Sin måske største sejr vandt Cárdenas, da han 1938 nationaliserede landets olieindustri og derved ramte både USA og England. Dette vakte vrede i udlandet, men han red stormen af, bl.a. under indtryk af 2. verdenskrigs udbrud, og indgrebet skaffede ham stor opbakning hjemme. Også el-industrien nationaliseredes.
Efter sin afgang som præsident spillede Cárdenas stadig en vis rolle i mexicansk politik. 1941-45 var han forsvarsminister som en slags garant for landets antifascistiske kurs. Både 1952 og 1958 gennemtrumfede han valget af mere reformvenlige præsidenter, men skuffedes af resultaterne. Med tiden blev han stadig mere utilfreds med revolutionspartiet, som han fandt svigtede den sociale linje, og han kom i modvind da han i 1960'erne udtrykte sin støtte til Fidel Castro af Cuba.
Hans søn, Cuauhtémoc Cárdenas har spillet en vigtig rolle som oppositionspolitiker i Mexico.